# ULTIMATE WHEELS
「ULTIMATE WHEELS」（アルティメット ウィールズ）は、日本の男性アイドルグループKAT-TUNの14枚目のシングル。2011年2月2日にJ-One Recordsから発売された。

## 概要
前作「CHANGE UR WORLD」以来の約2ヵ月半ぶりの新曲。2011年度1作目のリリース。
表題曲「ULTIMATE WHEELS」は、2010年12月25日からオンエアされている。メンバー総出演のSUZUKI「新型ソリオ」TVCMのタイアップソングである。
楽曲について
- タイトルの「WHEELS＝輪」はここでは「仲間との絆」を指し、「ULTIMATE」、「最上級である」ということを指す。
- アメリカ英語: WHEEL には、「自動車」という意味もあり、それにもかかっている。

3種あり、それぞれカップリングが異なる。
初回・通常盤での発売。初回盤には表題曲のビデオ・クリップ・メイキングが収録された。通常盤には未収録の1曲を合わせた2曲とそのオリジナル・カラオケが収録される。

## 収録曲

### CD

#### 通常盤
1. ULTIMATE WHEELS
作詞：Laika Leon / Jane Doe、作曲：Andreas Johansson / Anderz Wrethov、編曲：Billy Marx Jr. / Yukihide "YT" Takiyama
  - KAT-TUN出演 SUZUKI「新型ソリオ」CMソング
2. 夜明けまで
作詞：miyakei / ECO、ラップ詞：JOKER、作曲：Makoto Inukai / King of slick、編曲：King of slick
3. ULTIMATE WHEELS（オリジナル･カラオケ）
4. 夜明けまで（オリジナル･カラオケ）

#### 通常盤/初回プレス
1. ULTIMATE WHEELS
2. MAKE-OR-BREAK
作詞：Ayumi Miyazaki、ラップ詞：JOKER、作曲・編曲：Niklas Edberger
3. ULTIMATE WHEELS（オリジナル･カラオケ）
4. MAKE-OR-BREAK（オリジナル･カラオケ）

#### 初回限定盤
1. ULTIMATE WHEELS
2. TWO
作詞：miwa* 作曲：Shusui / Fredrik H / Carl U　編曲：Billy Marx Jr.

### DVD
※初回限定盤のみ
1. ULTIMATE WHEELS（ビデオ･クリップ＋メイキング）